# جیمز گیبسون (شناگر)
جیمز گیبسون (به انگلیسی: James Gibson) (زادهٔ ۶ فوریهٔ ۱۹۸۰) شناگر اهل بریتانیا است.